# شارلوت ماري دين
 شارلوت ماري دين(مواليد 1975) إحصائية إنكليزية وأستاذة في المعلوماتية الحيوية الهيكلية
والرئيسة السابقة لقسم الإحصاء بجامعة أكسفورد

## النشأة والتعليم
ولدت شارلوت دين في مايو 1975. أكملت تعليمها الجامعي كلية أكسفورد الجامعية تدرس الكيمياء، واستكملت مشروعها الأخير في مجموعة غراهام ريتشاردز. ثم ذهبت إلى جامعة كامبريدج لدراسة المعلوماتية الحيوية الهيكلية بإشراف توم بلونديلفي. في عام 2000 ، نشرت أطروحتها بعنوان «التنبؤ ببنية البروتين: ميول الأحماض الأمينية والنمذجة المقارنة».

## الوظيفة والأبحاث
انتقلت ديني شارلوت إلى كاليفورنيا لوس أنجلوس حيث مكثت لمدة عامين تحت إشراف ديفيد آيسنبرج كزميلة أبحاث صندوق ويلكم ، قبل أن تعود إلى أكسفورد.
يركز بحثها على التنبؤ بهياكل البروتين، وخاصة الأجسام المضادة. أنشأت مجموعتها البحثية، مجموعة معلومات بروتين أكسفورد (OPIG) ، قاعدة بيانات لهياكل الأجسام المضادة تسمى SABDab وخادم للتنبؤ بهياكل الأجسام المضادة SAbPred.

بالإضافة إلى ذلك، يركز بحث دين على المعلوماتية المناعية والشبكات البيولوجية والجزيئات الصغيرة.

## التكريمات والجوائز
في 2007 و 2008 ، حصل دين على جائزة أكسفورد للتدريس. في عام 2002 تم انتخابها كزميل في كلية كيلوج ومحاضر جامعي. في عام 2010 ، تم انتخابها أستاذًا للمعلوماتية الهيكلية، وفي أكتوبر 2015 ، تم تعيينها رئيسة لقسم الإحصاء في جامعة أكسفورد. وهي أول رئيسة قسم منذ إنشاء القسم عام 1988.
في عام 2014 ، أصبح دين رئيسًا مشاركًا لقسم الرياضيات الفيزيائية وعلوم الحياة (تبديل عديد البروتوكولات باستخدام المؤشرات التعريفية) ونائب رئيس القسم في عام 2018.
أصبح دين زميلًا في كلية سانت آن في عام 2015 
في سبتمبر 2019 ، تم تعيين دين نائبًا للرئيس التنفيذي لمجلس أبحاث الهندسة والعلوم الفيزيائية